# Atentados de Somalia de 2022
El 23 de marzo de 2022 en Somalia, una serie de cuatro ataques coordinados por yihadistas de Al-Shabaab en Mogadiscio y Beledweyne mataron al menos a 48 personas.

## Antecedentes
Al-Shabaab es un grupo islamista somalí cuya insurgencia comenzó a fines de la década de 2000. Sus ataques han incluido muchos en la capital del país, Mogadiscio, incluido el atentado con bomba más mortífero en la historia africana, en octubre de 2017. También han atacado a menudo Beledweyne, incluidos ataques suicidas en junio de 2009 , octubre y noviembre de 2013 y febrero de 2022.
En la semana del ataque, se programaron elecciones en Somalia para el Parlamento Federal de Somalia , antes de las elecciones presidenciales somalíes de 2022 . Este bombardeo tuvo como objetivo a los candidatos y los colegios electorales.

## Ataques

### Tiroteo en el Aeropuerto Internacional Aden Adde
El 23 de marzo, hombres armados atacaron la zona este del Aeropuerto Internacional Aden Adde y mataron a cinco personas, incluido un soldado de la AMISOM. Dos atacantes también murieron. Se vio humo negro saliendo del suelo cerca de la pista.

### Atentados de Beledweyne
El siguiente ataque ocurrió unas horas más tarde, cuando la diputada somalí Amina Mohamed Abdi salía de un lugar de votación en Beledweyne. Un atacante suicida detonó su chaleco explosivo, matando a varias personas. Abdi murió instantáneamente junto con varios guardaespaldas.
Los heridos fueron trasladados de urgencia al Hospital Beledweyne, donde los terroristas detonaron un coche bomba, matando al menos a 30 personas. El impacto de la explosión fue poderoso, y las explosiones destruyeron no solo el hospital, sino también los edificios y automóviles cercanos. Las autoridades estimaron que al menos 48 personas murieron a causa de los bombardeos y otras 108 resultaron heridas.

### Ataque al restaurante Beledweyne
Los militantes de Al-Shabaab atacaron un restaurante en Beledweyne y mataron al político retirado Hassan Dhuhul y a muchos otros.

## Consecuencias
Al-Shabaab se atribuyó la responsabilidad de los ataques. El primer ministro somalí Mohamed Hussein Roble y el presidente somalí Mohamed Abdullahi Mohamed condenaron los ataques. Ali Abdullahi Hussein dijo que los ataques fueron los peores incidentes de este tipo en la historia de Beledweyne.
El Ministerio de Asuntos Exteriores y Expatriados de Jordania condenó el ataque al aeropuerto el 24 de marzo y expresó sus condolencias a las familias de las víctimas. El Ministerio de Relaciones Exteriores de Turquía también denunció los ataques.